# Giekau
Giekau er en by og kommune i det nordlige Tyskland, beliggende i Amt Lütjenburg i den nordøstlige del af Kreis Plön. Kreis Plön ligger i den østlige/centrale del af delstaten Slesvig-Holsten.

## Geografi
I kommunen ligger ud over Giekau, landsbyerne og bebyggelserne Dransau, Engelau, Fresendorf, Gottesgabe, Neuhaus, Ölböhm, Seekrug, Vörstenmoor og Warderhof. Giekau ligger omkring 6 km nordvest for Lütjenburg. En del af Selenter See er beliggende i kommunen, og her ligger et desuden et 705 hektar stort naturschutzgebiet.
Bundesstraße 202 går gennem kommunen. Fra 1910 til 1938 var der i Neuhaus jernbanestation på Kleinbahn Kirchbarkau–Preetz–Lütjenburg.